# Список космічних кораблів Зоряної брами
Стаття містить список космічних кораблів у науково-фантастичному всесвіті Зоряної брами — науково-фантастичної франшизи, відомої своїми міжгалактичними подорожами та битвами, де важливу роль відіграють різноманітні космічні кораблі. Вони належать різним цивілізаціям та мають унікальні особливості й технології.

## Космічні кораблі Асгардів

### Крейсер класу «Беліскнер»
Крейсери класу «Беліскнер» (найчастіше цей клас називають за назвою флагманського корабля Тора — «Біліскнера») — основний військовий і дослідницький корабель Асгардів. Зовні ці кораблі виглядали як молот з крилами на рукояті і були темно-сірого — майже чорного — кольору.
Датчики цих судів дуже чутливі, здатні визначити рух та ознаки життя всередині корабля, якщо зловмисники проникають на судно. Також існують додаткові датчики — теплові. Якщо первинні виходять з ладу, ці датчики можуть знайти теплокровних істот. Кораблі також були обладнані автоматизованою медичною системою, яка обробляла і заліковувала поранення космонавтів.

### Лінкор класу «О'Нілл»
Названий честь Джека О'нілла. Судно класу «O'Нілл» набагато перевершує у вогневій потужності, захищеності і розмірі земний крейсер «Прометей», Ха'так Гоа'улдов і кораблі класу «Біліскнер». Ці судна обладнані новітньою зброєю Азгардів (за винятком променевої зброї Азгардів). Лінкор класу «O'Нілл» замінив крейсери Азгардів класу «Беліскнер» як основний бойовий корабель. Ці судна живляться від невідомої кількості нейтроніевих генераторів, обладнані п'ятнадцятьма транспортерами Азгардів. Азгарди будували ці кораблі, щоб повністю замінити кораблі класу «Біліскнер» і вже мали декілька «О'Ніллів» в строю під час хрестового походу Орай.

### Науково-дослідницький корабель Азгардів
Заміна кораблів класу «Беліскнер» для вчених-Азгардів. Хоча за вогневою потужністю цей корабель значно поступається «О'Ніллу» і «Біліскнеру», енергетичні щити у нього набагато міцніші. Також, «Деніел Джексон» може бути озброєний Руйнівником Репликаторів, здатним знищити всіх Репликатори в масштабах планети. Корабель цього класу був використаний Локі, щоб викрасти Джека О'нілла. Названий на честь доктора Деніела Джексона.
«Деніел Джексон» обладнаний потужним міжгалактичним гіпердвигуном, який дозволяє перетинати дуже великі відстані за досить короткий час. Також «Деніел Джексон» обладнаний полем невидимості, що дозволяє приховати корабель.

### Корабель Ванір
Корабель Ванір — це космічний корабель, сконструйований Ванір (фракція Азгард у галактиці Пегас).
Ці кораблі приблизно розміром з Білу Зірку з «Вавилону-5». Обладнані пристроями, що дозволяють їм проходити крізь піднятий міський щит Атлантиди без єдиного зусилля і збитку. Найпевніше, ця технологія була якимось чином запозичена у Древніх, оскільки Стрибуни можуть також проходити через міський щит. Після інциденту з Ванір щит Атлантиди було реконфігуровано для запобігання подібним випадкам. Кораблі можуть вертикально висаджувати солдатів, а пізніше піднімати їх на борт за допомогою бездротового підйомника.

## Космічні кораблі Гоаулдів

### Глайдер смерті
Двомісний винищувач Гоа'улдів. За формою нагадує міфічного крилатого скарабея. Використовується для обстрілу наземних цілей, а також і для повітряного і космічного бою. Оскільки у них не існує системи прицілювання, то їм набагато важче потрапити в невеликі цілі. Озброєний двома плазмовими гарматами (також називаються гармати-палки). Оскільки глайдери не мають гіпердвигуна, зазвичай вони запускаються з великих пірамідальних кораблів, але можуть злітати з будь-якої поверхні. Існують в декількох візуально помітних модифікаціях.
Глайдери можуть вести бій як в атмосфері планети, так і у відкритому космосі. Як і інші космічні кораблі, глайдери обладнані гасителями інерції, хоча як і на F-302 Тау'рі вони не дуже ефективні на високих швидкостях.

### Нитковдівач
Нитковдівач — це свого роду різновид глайдерів смерті, побудований Гоа'улдами спеціально для проходження через зоряні брами (на зразок Стрибуна Древніх). Але на відміну від Стрибунів він не обладнаний ніякими автоматичними системами, які б спрощували прохід через зоряні брами. Також було не дуже багато пілотів, які могли успішно здійснювати цей маневр, і через це такий вид глайдерів було знято з виробництва.
У кабіні Нитковдівача можуть поміститися двоє людей: пілот і стрілець, хоча як звичайний глайдер, він може управлятися і однією людиною.

### Тел'так
Тел'так — це корабель з подовженим носом, що нагадує піраміду. Кормова частина судна переходить в пару свого роду крил, які перериваються в середині судна, а потім тривають до самого носа. На землі крила забираються всередину корабля і знову вивільняються в повітрі. Судно розділене на дві головних секції — головна палуба, де знаходиться головний вхід і вантажний відсік з кільцевим транспортером. Дві секції розділені перегородкою, яка може бути відкрита, якщо потрібно більше простору для вантажів. Первинна роль — транспортування вантажів і пасажирів.
Основна модель Тел'така обладнана гіпердвигуном, приховуючим пристроєм, транспортними кільцями, і чотирма рятувальними капсулами. Стандартні моделі не озброєні і не захищені енергетичними щитами. Ці кораблі дуже маневрені, завдяки їх невеликому розміру. Їх швидкість, як досвітлова так і надсвітлова, набагато нижча від швидкостей Ха'така і Ал'кеша.

### Транспортний корабель
Транспортний корабель Гоа'улдів — це корабель, здатний за один раз перевозити сотні воїнів Джаффа. Довжина корабля приблизно в 2 рази більша від довжини Ал'кеша. Судячи з усього, використовується як чисто десантний корабель. Має енергетичні щити і транспортні кільця, чи є знаряддя невідомо. Корабель з'являвся в SG-1 усього декілька разів.

### Ал'кеш
Ал'кеш, як і більшість кораблів Гоа'улдів, віддалено нагадує піраміду. Від корми до носа йдуть два великих крила. Ал'кеш може рухатися на досвітовій швидкості завдяки чотирьом досвітовим двигунам, встановленим на крилах судна. Також корабель обладнаний гіпердвигуном, що дозволяє судну відкривати вікна в гіперпростір.
Ал'кеш обладнаний двома енергетичними гарматами, встановленими на вежі унизу судна. Також корабель може скидати плазмові бомби, які досить потужні для того, щоб пробити землю і знищити кристалічні тунелі Ток'ра. Руйнівна міць знарядь Ал'кеша набагато перевершує міць знарядь глайдера смерті.

### Ха'так
Ха'так — це космічний корабель флоту Гоа'улдів. Служить в ролі головного судна і важкого крейсера. Ха'так — одне з найпотужніших судів у флоті Гоа'улдів, однак у порівнянні з лінкорами Древніх класу «Аврора», лінкорами Азгард і Орай, вони досить примітивні. Після падіння Гоа'улдів ці корабл, як і інші їх технології використовувалися Нацією Вільних Джаффа і Люціанськім Союзом.
Ха'так складається з двох секцій: головна секція — це золотий чотиригранник, вбудований в центр судна, що нагадує єгипетську піраміду. У цьому місці зосереджені всі основні системи корабля, такі як ангар глайдерів і командні центри. Навколо піраміди розташована велика, що має форму трикутника, надбудова, яка обгортає піраміду посередині. У зовнішній надбудові знаходяться збройові системи.

### Материнський корабель Ра
Тип кораблів використовувався сім'єю Ра (його син Херу'ур також використовував такий тип). Виглядає як звичайна піраміда, верхівка якої відкривається в атмосфері планети.
Цей корабель належить до класу Хеопс, але також відомий як корабель-піраміда. Цей корабель вважається свого роду прототипом Ха'таков Гоа'улдів. На відміну від звичайних Ха'таков цей корабель здатний повністю розкриватися. Як і на Ха'таках на кораблі класу Хеопс є ангар глайдерів смерті, але точна кількість винищувачів невідома.

### Флагманський корабель Апофіса
Флагманський корабель Апофіса являє собою значно модифікований Ха'так. Вперше цей корабель був показаний в серіалі, коли Апофіс вбив Сокар і заволодів його володіннями і його флотом. Цей корабель має безліч переваг перед стандартним Ха'таком. Він набагато більше, оснащений набагато більш швидкісним гіпердвигуном, а також був оснащений озброєнням, здатним знищити стандартний Ха'так всього шістьма вдалими пострілами.
Апофіс використав це судно, коли відправився на зустріч із сином Ра Херу'уром і знищив його флагман — на момент зустрічі стандартний Ха'так — з декількох пострілів. На цьому ж кораблі Апофіс відправився в систему Вораш, коли його шпигун Таніт відкрив йому місцезнаходження бази Ток'ра.

### Флагманський корабель Анубіса
Флагманський корабель Анубіса — абсолютно новий корабель, який був побудований як новий флагман Системного Лорда Анубіса.
У Анубіса в строю було два таких кораблі. Цей корабель мав форму подвійного диска з безліччю великих шипів по колу корабля. На відміну від інших кораблів Гоа'улдів (наприклад Ха'така) цей корабель не був побудований у вигляді піраміди і не мав піраміди на верхівці, а замість неї на вершині судна була опукла надбудова. Купол цієї надбудови містив найпотужнішу зброю, яку було вбудовано в саме судно. При активації купол надбудови піднімався вище, а потім розкривався у вигляді квітки. «Пелюстки» служили бойовими випромінювачами.

### Космічна станція Хасар
Космічна станція, розташована на нейтральній території. Довгий час станція Хасар служила місцем зборів Вищої Ради Імперії Гоа'улдов. Станція була знищена Реплікаторами в 2005 році в епізоді «Розрахунок (перша частина)» (8.15).
Космічна станція «Хасар» — це космічна станція Гоа'улдов, розташована в зоряній системі Хасар. Оскільки станція знаходилася на нейтральній території, Гоа'улди вибрали це місце для зустрічей і самітів Системних Лордів Гоа'улдов. Після загибелі Системних Лордів Апофіса і Кроноса на станції відбувся саміт Системних Лордів з приводу рішення питань про те, що робити з Імперією Гоа'улдов.

## Космічні корабліДревніх

### Альтеранскій корабель-колонія
Цей величезний космічний корабель був одним з перших суден, здатних перетинати міжгалактичні простотір, побудований Альтеранамі, коли вони перебували в своїй рідній галактиці. На цьому кораблі Альтеране втекли від Орай, щоб уникнути війни з ними.
Корабель-колонія був побудований всередині гори, на якій було село Альтеран — Ортус Маллум. При зльоті корабель зруйнував верхівку гори, що призвело до масивного обвалу та загибелі села, хоча тунелі, в яких Альтеране ховали свої розробки і технології, вціліли.

### Падл-джампер (стрибун)
Корабель брам, більше відомий як Паддл Джампер або Стрибун — це маленький космоліт, створений Древніми. Близько 20 таких кораблів знаходилися в двох ангарах корабля-міста Атлантиди. Зараз використовуються Атлантидою для різних цілей: розвідувальні, бойові та рятувальні операції. У Стрибунів є висувні двигуни, які призводять корабель в рух в крейсерському режимі, — для проходження через зоряні брами ці двигуни прибираються в корпус.
Також Стрибуни обладнані потужною зброєю Древніх — дронами. На борту їх близько дюжини. Для захисту ці кораблі енергощітом. Енергощит Стрибуна також може працювати в режимі невидимості, приховуючи Стрибун. Для відкриття врат Стрибун оснащений власним набірним пристроєм. Стрибун може проходити крізь щит Атлантиди.

### Лінкор класу «Аврора»
Важкий бойовий корабель Древніх. Побудований спеціально для війни з Рейфами. Оснащений міжзоряним гіпердвигуном для переміщення в межах галактики Пегас (у разі міжгалактичних подорожей ефективність занадто мала для покриття настільки великих відстаней), потужним енергощітом (проте він поступається за потужністю міському щиту), інерційними демпферами (як і будь-який інший корабель Древніх).

### Корабель-місто Атлантида
Літаючий корабель-місто Древніх у формі гігантської сніжинки з брамою в центральній вежі. Крім Атлантиди відомий як мінімум одине таке ж місто, побудоване Древнім. У першу чергу є житлом Древніх, де є все необхідне для життя і роботи. До екстреного перельоту на Землі використовувався як штаб-бази для експедиції землян в галактику Пегас. Зараз — будучи на Землі — очевидно головна база Командування зоряних брам і центр управління обороною Землі. У місті є ангар для Стрибунів і пірси, на які можуть здійснювати посадку кораблі типу «Дедал», таким чином місто може бути використане і як материнський корабель.

### Науково-дослідний корабель «Доля»
Науково-дослідне судно, запущене з Землі Древніми багато мільйонів років тому. Корабель використовувався Древніми для дослідження глибин всесвіту. Суть програми полягала у тому, що перший запущений корабель такого класу на автопілоті на швидкості вище швидкості світла, але не в гіперпросторі, подорожував від галактики до галактиці. Перший корабель сканував умови життя на планетах і встановлював брами. Решта летіли за його курсом з отриманою інформацією. Коли корабель відійшов би на значно відстань від Землі, Древні пройшли б через брами на корабель. Корабель повністю автоматизований і здатний сам вибрати планету з необхідними ресурсами у випадку ушкодження.

### Шаттл
Шаттл — невеликий міжпланетний космічний корабель, використовуваний для тактично дослідницьких місій всередині зоряних систем науково-дослідним судном Древніх «Доля».
Зовні шаттл Древніх більше схожий на космічний шаттл, створений Тау'рі(і землянами в багатьох інших науково-фантастичних всесвітах), ніж на будь-яке інше інопланетне судно. Його можна описати як міні-версію «Долі», з подовженим носом і крилами, де знаходяться двигуни. Шаттл більше Стрибуна, і може вмістити в цілому 17 чоловік: п'ять членів екіпажу та 12 пасажирів.

### Встановлювачі зоряних брам (Сидери)
Корабель-встановлювач зоряних брам — корабель-сидер — зовні схожий на «Долю», але його довжина становить лише приблизно половину «Долі», а маса становить приблизно третину «Долі». Цей корабель більш плоский, а також у нього відсутня житлова пірамідна надбудова, як у «Долі». Крила корабля ззаду порожнисті як у шаттла. Стикувальний шлюз, який розташований в кормовій частині судна, дозволяє «Долі» зістикуватися з кораблем-сидером, використовуючи шлюз унизу. Стикувальний шлюз має у своєму складі канал передачі енергії і даних. Кораблі-сидери були розроблені для виробництва і установки зоряних брам на планетах, які можуть володіти ресурсами, необхідними для продовження місії «Долі», а також на планетах, цікавих для дослідження.
Бортова фабрика, що виробляє зоряні брами, судячи з усього, простягається вздовж всього судна, і може вмістити безліч цих пристроїв відразу. Дані по цих планетах(і дані про планети, де корабель може поповнити запаси) передаються на "Долю " через підпростірний зв'язок. На основі цієї інформації прокладається маршрут для «Долі».

## Космічні кораблі Орай

### Крейсер Орай
Величезний корабель у формі еліпса, здатний поодинці знищити флот кораблів будь-якої з рас Чумацького Шляху (в усякому разі так було до появи на озброєнні флоту Землі новітніх променевих гармат Асгарду). У середині корабля є велика порожнина, яка містить яскраве кільце, яке є генератором корабля. За розміром, цей корабель більше корабля Азгард класу «О'Нілл» і може знищити стандартний ха'так одним пострілом з гармати головного калібру. Крім цієї гармати, у крейсера є кілька скорострільних імпульсних гармат, кілька пострілів яких також можуть знищити Ха'так.
Один з цих кораблів був знищений при активації супербрами, і ще два були знищені переобладнаним «Одіссеєм», що використав озброєння встановлене і створене спеціально інженерами Азгарду для знищення кораблів Орай. Також були спроби знищити ці кораблі тараном і телепортацією на борт ядерної бомби.

### Винищувач Орай
Винищувачі Орай — невеликі космічні кораблі, що використовуються послідовниками Орай, а саме їх армією, для забезпечення військової підтримки під час завоювання Чумацького Шляху і для боротьби з винищувачами противника.
Винищувачі виконують також і функцію спостерігачів. Вони більше глайдеров смерті і F- 302, але набагато менше Ал'кеша. У розвідувальних місіях пілоти перевіряють наявність вівтарів Походження, які вказують на те, що обстежуваний світ перебуває під владою Орай. У разі, якщо таких не виявлено, винищувачі забезпечують повітряну підтримку сухопутної армії Орай.

## Космічні кораблі Рейфів
Кістяк флоту Рейфів складають кораблі-вулики, які діють як авіаносні групи і несуть на своєму борту безліч малих кораблів — стріл, також кораблі-вулики підтримуються крейсерами.

### Корабель-вулик Рейфів
Корабель-вулик Рейфів — найбільший корабель у флоті Рейфів, а також центр їх товариств. Кораблі-вулики виконують ту ж роль, що міста-кораблі Древніх і транспортні кораблі Кочівників. На борту кормабля-вулика можуть розміститися тисячі Рейфів і невідома кількість Стріл. Як згадувалося в серіалі, кожен Вулик діє як авіаносець, супроводжуваний кількома меншими за розміром крейсерами. Корабель керується за допомогою нейроінтерфейсу, входячи в контакт з ДНК Рейфа.
Корабель-вулик побудований за органічною технологією. Як результат, кораблі в прямому сенсі вирощують. Відповідно корпус корабля-вулика, як і будь-якого іншого судна Рейфів, складається з органіки. Також у кораблів Рейфів немає енергетичних щитів, замість цього корпус сам регенерує отримані пошкодження. Оскільки ці кораблі не мають щитів, на них без проблем можна було телепортувати ядерні бомби, але Рейфи швидко розробили генератор перешкод, що блокував телепортери ворога.

### Крейсер
Крейсер Рейфів — це порівняно невеликий корабель (розмірами лише вдвічі більше «Дедала»), який зазвичай супроводжує Вулик. Під час битв або збору врожаю крейсер виступає як корабль-підтримки. У разі загибелі Вулика крейсери зазвичай залишають місце бою, ідучи в гіперпростір.
Іноді крейсери самі вирушають на збір урожаю на планети, жителі яких не можуть протистояти їм. Також крейсери використовуються як патрульні судна, обстежуючи території Рейфів на наявність пригод або інших небезпек. Як і інші кораблі Рейфів, крейсери не захищені енергетичними щитами, а покладаються на броню органічного корпусу, який сам заліковує «рани».

### Корабель постачання Рейфів
Кораблі постачання Рейфів використовувалися Рейфами для перевезення людей в коконах до інших частин флоту Рейфів. Зазвичай ці кораблі використовуються для поставки їжі Рейфам під час тривалих боїв, що дозволяло їм не припиняти битви для харчування.
На такому кораблі можуть бути тисячі коконів з людьми. У 2004 році земний загін з Атлантиди виявив один з таких кораблів на одній з планет найближчої до Лантійской сонячної системи. Цей корабель був збитий лантійскім оборонним супутником під час облоги Рейфами Атлантиди. Цей корабель віз людей для живлення Рейфів, воюючих з Лантійцями.

### Розвідувальний корабель
Розвідувальний корабель Рейфів — це відносно маленький корабель, використовуваний Рейфами. Цей корабель більший за Стрілу і Стрибуна Древніх, і є тактичним аналогом Тел'така Гоа'улдів, працюючи як патрульний корабель, шаттл і вантажний транспорт. Корабель здатний подорожувати в гіперпросторі. Не відомо, чи потрібен Рейф як пілот, або ж ним може управляти хтось інший, адже вуликами і крейсерами можуть керувати лише Рейфи із генами Рейфів.
Цей корабель використовувався для доставки Королеви вулика на Атлантиду під час короткочасного союзу Атлантиди з Вуликом. Пізніше на такому кораблі врятувалися Майкла Кенмоа, Джона Шеппарда і Ронона Декса під час битви між Чумацьким Шляхом і Пегасом. На аналогічному ж Тейла Еммаган і Рейф Тодд потрапили на вулик Першої королеви в 2008 році.

### Стріла Рейфів
Стріли — винищувачі Рейфів. Їх основне завдання — це збір врожаю і поставка харчових запасів на Вулик або крейсер. Стріли досить малі, щоб проходити через зоряні брами, для чого у них на борту є набірний пристрій. Але в основному Стріли випускаються з ангарів вуликів і крейсерів, але не відомо скільки в таких кораблях Стріл.
Під час збору врожаю Стріли збирають урожай людей за допомогою транспортного променя, намагаючись захопити якомога більше людей. Потім ці люди рематеріалізуются на Вулику або де-небудь ще.

## Космічні кораблі Реплікаторів

### Патрульний корабель Реплікаторів
Патрульний корабель Репликаторів — це корабель невідомої конструкції, який використовувався Реплікаторами принаймні двічі.
Вперше з цим кораблем SG-1 зіткнулися після битви в системі Вораш, коли через вибух зірки їх корабель закинуло в невідому галактику. В ту ж галактику потрапив і новий корабель Апофіса. Вогнева міць цього корабля набагато перевершувала міць нового корабля Апофіса, оскільки корабель було обладнано променевою зброєю, яка вивела з ладу корабель з декількох пострілів.

### Корабель-павук
Корабель-павук — це невеликий корабель, який використовується Реплікаторами Чумацького Шляху, під час їх завоювання галактики. Використовувався як судно підтримки.
Ці судна складалися з величезної кількості модульних блоків Репликаторів. Зовні це судно нагадувало величезного механічного павука. У корабля було сім лап. Ці кораблі можуть бути сконструйовані з блоків реплікаторів самими реплікаторами, які об'єднуються в одну велику версію самих себе, за винятком того, що цей реплікатор може літати в космосі і гіперпросторі, що говорить про те що у корабля є гіпердвигун. Точно не відомо, озброєний чи цей корабель.

### Крейсер
Крейсер Репликаторів був створений людиноподібним репликатором П'ятим, за цим же проектом РепліКартер створила свій крейсер.
Судно було побудовано з блоків Репликаторів. У цього корабля були такі базові системи як субсвітовий двигун, гіпердвигун та енергетичний щит. Також у цього корабля було особливе озброєння: крейсер міг запускати свого роду торпеду, що складається з блоків реплікаторів, щоб заражати інші судна. Торпеди з легкістю пробивали щити Азгардів. Також корабель обладнаний межгалактичним гіпердвігуном, який дозволив йому дістатися з галактики Азгард да Чумацького Шляху.

## Невідомий ворог Урсіні

### Командний корабель невідомої раси
Контрольні кораблі — це кораблі, збудовані та використовувані невідомо. інопланетною расою. Ці кораблі служать як авіаносці і несуть сотні Берсеркер дронів.
Контрольні кораблі — це великі кораблі, які, очевидно, були побудовані з єдиною метою: переправляти і управляти бойовими дронамі. Безпілотні винищувачі закріплені на корпусі корабля в неактивному стані і запускаються, щоб знищувати будь-які інопланетні технології. Судячи з усього, контрольні кораблі не оснащені ніякою наступальною або оборонною системою, покладаючись виключно на величезну кількість дронів і їх вогневу міць як захист. Головне знаряддя «Долі» змогло знищити один такий корабель лише з декількох пострілів, і судячи з усього кораблі не оснащені енергетичними щитами.
Кожне контрольне судно керує своєю армадою дронів, і без його команд дрони не можуть діяти. Крім того, контрольний корабель може управляти тільки своєю певною армадою дронів і не може розширити свій вплив на дрони іншого командного корабля, навіть якщо воно знищено, а його дрони не активні. У свою чергу дрони можуть діяти автономно, якщо в них завантажити задачу. Судячи з усього контрольні кораблі можуть спілкуватися один з одним, враховуючи, що вони могли координувати свої дії під час блокади всіх доступних зірок.

### Безпілотники
Безпілотники — автоматизовані кораблі, створені невідомою інопланетною расою в другій галактиці, яку відвідали земляни на «Долі». Ними керують контрольні кораблі. За словами Урсіні, раса, яка створила їх, швидше за все давно вимерла.
Ці винищувачі є безпілотними і надзвичайно маневреними. Керовані великим контрольним кораблем, їх єдина мета знищувати будь-яку технологію крім їх власної. Вони оточують ціль і атакують її з різних сторін. Хоча безпілотники досить примітивні у своїх тактиках, вони можуть розробляти нові. Щоб вразити найвразливіші області цілі, безпілотники змінюють свої тактики нападу (розділитися на групи, щоб атакувати множинні цілі чи захищають контрольний корабель від потенційних загроз).
Є як мінімум три різновиди безпілотників. Перші дві розміром приблизно з шаттл Древніх, в той час як третій є досить маленький, щоб поміститися в шатлі, і щоб її могли підняти кілька людей. Безпілотники обладнані енергійними гарматами. Хоча ефективність їх поодинці не достатня для того, щоб пробити щит Древніх, в групі з декількох вони можуть виснажити щит за кілька хвилин. Також один постріл гармати безпілотника може вивести з ладу зоряні брами першого покоління. Судячи з усього дрони не захищені щитами, і їх можна знищити з одного пострілу гармати «Долі».
Безпілотники можуть переміщуватися як у космосі, так і в атмосфері. Вони можуть засікти об'єкт по звуку, по радіо сигналам. Безпілотники можуть виявити зоряні брами по подпространственних сигналах під час активації брам.

## Космічні кораблі Накаї

### Корабель Накаї
Материнський корабель Накаї — це військовий корабель флоту Накаї.
Ці кораблі зовні великі і прямокутні. Забарвлення судна головним чином сіре з червоним підсвічуванням. Ангари для винищувачів розташовані з боків судна, а двигун займає кормову частину корабля. Його основна, можливо єдина, зброя розташоваае в носовій частині судна і представлена червоно-оранжевим диском-випромінювачем (на зразок основної зброї Орай) і стріляє помаранчевими енергетичними імпульсами.

### Винищувач
Винищувач — це невеликий космічний овальної форми корабель завдовжки приблизно 20 метрів і 10 метрів в ширину. Винищувачі запускаються з материнського корабля Накаї, який може нести принаймні дюжину винищувачів. Винищувач оснащений однією енергетичною зброєю, встановленею на лівій стороні судна біля носа. Його ефективність незрозуміла: кілька винищувачів могли досить швидко виснажити щити «Долі», але один постріл по шаттлу Древніх не мав практично ніякого ефекту.
Винищувачі також обладнені енергетичними щитами, які є великою рідкістю для кораблів такого розміру, але його ефективність незначна проти турелей «Долі» і знарядь шаттла. Цівинищувачи можуть пережити від'єднання від корабля на сверхсвітовій швидкості.

## Інші Космічні кораблі

### Корабель Урсіні
Космічний корабель Урсіні — тип космічного корабля, створеного і використовуваного інопланетною расою, відомою як Урсіні.
Експедиція на «Долю» зіткнулася з пошкодженим космічним кораблем Урсіні, дрейфуючим в космосі в межах невідомої галактики. Усе судно було серйозно пошкоджене в результаті битви з невідомою расою. Після перегляду даних з КІНО, на корабель вирушили полковник Еверетт Янг і доктор Ніколас Раш. Навіть при тому, що місток судна був знищений, Раш зумів знайти пульт управління і активувати систему життєзабезпечення. Зробивши це, він випадково активував досвітовий двигун корабля (правда на декілька секунд). Таким чином корабель став віддалятися від «Долі». Зрештою полковник Янг і доктор Раш повернулися на «Долю».
Пізніше, експедиція натрапила на останки 5 космічних кораблів Урсіні, які були знищені невідомими військовими зондами.

### Гоночні кораблі
На планеті Гебрідан в серії «Космічна гонка» (7.08) використовуються космічні гоночні кораблі.

### Корабель Інопланетян
Корабель невідомої войовничої раси, з яким команда Джона Шепарда зіткнулася в серії «Варіації Дедала» (5.04), де з паралельного всесвіту прилетів інший «Дедал» обладнаний межвсесвітським двигуном виробництва доктора МакКея. Новий «Дедал» нестримно стрибав з одного всесвіту в інший. В одному з всесвітів команда натрапила на невідому, просунуту расу, атакуючу Атлантиду за допомогою великого космічного корабля. За розмірами корабель приблизно в три рази більше «Дедала». Захищений щитом, по міцності сильно поступається щитам «Дедала». Зброя інопланетян була виведена з ладу двома пострілами плазменно-променевого знаряддя Азгардів. На кораблі є два відсіки винищувачів по 10 винищувачів в кожному.
Зброя цього корабля, хоча і схоже на зброю Рейфів, все ж відрізняється від інших імпульсних збройових технологій. На відміну від зброї інших рас, постріли гармат цих прибульців зовні виглядають як вогненна куля, а не згусток енергії. Основні знаряддя це дві імпульсно-плазмові гармати, що володіють досить високою скорострільністю.

### Винищувач інопланетян
Винищувач, що використовувався інопланетянами в атаці на інший «Дедал» (серія «Варіації Дедала»). Досить швидкий і маневрений винищувач, який має на озброєнні 2 імпульсні гармати. Скоріш за все корабель використовується не тільки для ведення повітряних та космічних боїв, а й для дій таранного характеру, причому на відміну від стріл Рейфів він не тільки пробиває корпус ворожого корабля, але і доставляє тим самим на борт свого пілота, для дій по саботажу і знищенню ворожого екіпажу. Десант може досягати від трьох і більше «кіборгів». Винищувач схожий на стріли Рейфів, хоча він дещо більше, має один двигун і чотири невеликих крила. Корабель зроблений зі звичайних матеріалів, судячи з усього він має дуже міцний корпус (раз він пробив трініумний корпус «Дедала»), але при цьому кілька подібних кораблів було знищено рейковими знаряддями, що стоять на кораблі Тау'рі типу «Дедал».

### Корабель Кочівників
Кораблі Кочівників — це міжзоряні кораблі, побудовані і використовувані Кочівниками як житло їх цивілізації. Вони грають ту ж роль, що і кораблі-вулики Рейфів і міста-кораблі Древніх, але в набагато меншому масштабі.
Кораблі Кочівників симетричні. В основному вони плоскі з піднятою надбудовою біля корми. На кормі встановлено два субсвітлових двигуна, які більше схожі на ракетні прискорювачі, оскільки у решти кораблів вони так не виглядають із судна. Ці кораблі менше більшості інших військових кораблів, будучи приблизно вдвічі менше крейсерів класу «Дедал». Ці кораблі можуть літати в гіперпросторі, а також обладнані енергетичними щитами і енергозброєю.
Кочівники живуть на борту цих кораблів, що робить їх расою, що живе в космосі. Таким чином, їх суду розроблені, для надання мешканцям настільки комфортних умов проживання, наскільки це можливо, хоча кількість осіб, що живуть на кораблях навряд чи велика, беручи до уваги невеликих розміри корабля. Оскільки Кочівники не мають ресурсів для побудови нових кораблів, їх поточний флот — це все, що у них є.
Оскільки Кочівники раса, яка живе в космосі, вони рідко садять свої корабля для ремонту. Таким чином, їхні кораблі ремонтуються прямо в космосі. Всі системи корабля засновані не на кристалах, а на більш примітивних дротах і чипах.